# Удільно-Дуванейська сільська рада
Уді́льно-Дуване́йська сільська рада (рос. Удельно-Дуванейский сельский совет) — муніципальне утворення у складі Благовіщенського району Башкортостану, Росія. Адміністративний центр — село Удільно-Дуваней.

## Населення
Населення — 1001 особа (2019, 1096 в 2010, 1156 2002).

## Склад
До складу поселення входять такі населені пункти:
| Населений пункт       | Населення, осіб (2002) | Населення, осіб (2010) |
| --------------------- | ---------------------- | ---------------------- |
| Ільїнський, присілок  | 10                     | 5                      |
| Удільно-Дуваней, село | 1137                   | 1079                   |
| Яблучний, присілок    | 9                      | 12                     |